# Магомет (пьеса)
«Фанатизм, или Пророк Магомет» (фр. Le Fanatisme ou Mahomet le Prophète) — трагедия французского писателя Вольтера, впервые поставленная на сцене в 1741 году, опубликованная в 1742 году.

## Сюжет
Действие пьесы происходит в Аравии примерно в 630 году. Её главный герой — основатель ислама Мухаммед. При этом целью Вольтера не было описание реальных исторических событий: сюжет трагедии — плод его вымысла, многие персонажи носят условно восточные имена.

## Создание и восприятие
Основную часть пьесы Вольтер написал в 1739 году, но и после этого работа продолжалась. В конце 1740 года писатель направил готовую рукопись королю Пруссии Фридриху II, в феврале 1741 года объявил, что работа закончена. В апреле того же года состоялась премьера в Лилле, после этого Вольтер отредактировал текст. Наконец, 9 августа 1742 года «Магомет» был поставлен в Париже.
Формально обличая только ислам, на деле Вольтер выступил в «Магомете» против всех разновидностей религиозного фанатизма. Это было замечено первыми зрителями, и трагедию исключили из репертуара «Комеди Франсэз» после всего трёх представлений. При этом в России во время русско-турецких войн «Магомета» ставили часто.